# Kenjirō Abe
Pour les articles homonymes, voir Abe.
Kenjirō Abe (阿部 健治郎, Abe Kenjirō) est un joueur de shōgi professionnel japonais né le 25 février 1989 à Sakata dans la préfecture de Yamagata.

## Biographie
Kenjirō Abe est né en février 1989 à Sakata.
Il est devenu professionnel avec un classement de 4e dan en octobre 2009 à l'âge de 20 ans, après avoir terminé deuxième du tournoi des 3e dan (avril-septembre 2009) avec 13 victoires et 5 défaites.
En octobre 2010, il remporte le 41e tournoi shinjin-Ō. La même année il termine deuxième (finaliste) du groupe 6 du tournoi Ryuo et est promu dans le groupe 5. En 2011, il est quatrième du tournoi du groupe 5 du Ryuo et est promu dans le groupe 4. 
Grâce à ces performances, il est promu au grade de 5e dan en septembre 2011. 
En 2013-2014 et 2014-2015, il participe au groupe 3 du Ryuo et se qualifie pour le groupe 2. En 2015-2016, il finit deuxième du groupe 2, participe au tournoi des candidats (éliminé au deuxième tour) et rejoint la première division du Ryuo.
En 2015, il se qualifie pour la demi-finale du tournoi des candidats du Kio en battant Yoshiharu Habu et reçoit un prix spécial pour cette victoire.
Kenjirō Abe est classé 7e dan à partir de novembre 2016 et participe à la division supérieure du Ryuo pendant sept années consécutives de 2016-2017 à 2022-2023.